# Байори-Малі
Байори-Малі (пол. Bajory Małe, нім. Klein Bajohren) — село в Польщі, у гміні Сроково Кентшинського повіту Вармінсько-Мазурського воєводства.
У 1975-1998 роках село належало до Ольштинського воєводства.

## Пам'ятки
В селі знаходиться греко-католицька церква Введення в храм Пресвятої Богородиці, організована українцями, депортованими польською владою з рідних земель в ході операції «Вісла».